# 브레슬라우 조약
브레슬라우 조약(Vorfrieden von Breslau)은 1742년 6월 11일에 브레슬라우에서 체결된 조약이다. 오스트리아 왕위 계승 전쟁에서 프로이센과 오스트리아 대공국(합스부르크 제국) 간의 강화 조약이다. 같은 해 7월 28일 베를린에서 같은 내용의 조약이 최종 합의로 다시 체결되었으며 이것을 베를린 조약이라고 한다. 어쨌든 이 조약에 의해 제1차 슐레지엔 전쟁은 종결되었다.

## 개요
클라인-슈네렌도르프 밀약에 의해 일단 정전한 양국이지만, 곧 전투가 재개되었다. 마리아 테레지아는 프리드리히 대왕에게 슐레지엔을 넘기지 않기 위해 열심히 싸웠지만, 프러시아 군대에 코투지츠 전투에서 패배하게 된다. 만약 보헤미아의 프랑스 군을 격퇴하는데 실패하게 되면, 합스부르크 제국은 양 세력을 한꺼번에 상대해야 하는 입장에 처하게 되었다. 원래 동맹국인 영국에서 참전의 조건으로 프로이센의 강화와 프랑스에 전력 집중을 강하게 요구하고 있었으며, 대규모의 자금 지원을 받고 있었기 때문에 언제까지나 그 요구를 무시할 수 없었다.

## 내용
조건은 다음과 같았다.
- 프로이센은 대 오스트리아 전쟁에서 이탈한다.
- 오스트리아는 슐레지엔 공국의 거의 전역과 클라트스코 백작령을 프로이센에 할양한다. 국경은 수데티산맥과 오파바강과 더불어 테센 공국, 에젤바겐도르프 공국, 트로파우 공국의 대다수, 나이세 공국의 일부는 오스트리아령 슐레지엔으로 남겨졌다.
- 영국과 네덜란드가 가지고 있던 슐레지엔 세수를 담보로 하는 오스트리아 채권 약 170만 탈러 분은 프로이센이 맡는다.
- 프로이센은 차기 신성 로마 황제 선거에서 프란츠 1세에게 투표한다.

## 같이 보기
- 후베르투스부르크 조약

## 참고 문헌
- Lodge, Sir Richard. Studies in Eighteenth Century Diplomacy 1740-1748. John Murray, 1930.
- Simms, Brendan. Three Victories and a Defeat: The Rise and Fall of the First British Empire. Penguin Books, 2008.